# Ajātashatru
Ajātashatru (in sanscrito: अजातशत्रु; fl. V secolo a.C.) fu re del regno di Magadha, appartenente alla dinastia Haryanaka, tra il 491 ed il 461 a.C..
Si ritiene che uccise suo padre Bimbisāra per salire al trono. Fu dapprima nemico e poi devoto sostenitore del Buddha e della sua comunità. A lui si deve l'ascesa del Magadha a massima potenza dell'India nordorientale.